# Guerra Civil finlandesa
|  | Per a d'altres significats, vegeu Guerra finlandesa |

La Guerra Civil finlandesa va ser part del caos social i nacionalista ocasionat a Europa a la darreria de la Primera Guerra Mundial. Va tenir lloc a Finlàndia, des del 27 de gener fins al 15 de maig de 1918. D'un costat es trobaven les forces socialdemòcrates, dirigides per la delegació popular de Finlàndia, comunament coneguts com a «rojos» (punaiset). D'altra banda es trobaven les forces del senat, controlades pels conservadors que a la tardor anterior, que pretenien mantenir l'statu quo (retenir la independència i la monarquia constitucional sense parlamentarisme). Eren popularment coneguts com a «blancs» (valkoiset). Els roigs van rebre l'ajuda de la Rússia Bolxevic, mentre els blancs van ser recolzats militarment pel II Imperi Alemany.
Els finlandesos tenen molts noms per a aquest conflicte: vapaussota (Guerra de Llibertat), kansalaissota or sisällissota (Guerra Civil), luokkasota (Guerra de Classes), punakapina (Rebel·lió Vermella), torpparikapina (rebel·lió dels minifundistes), veljessota (la guerra entre germans) i fins i tot vallankumous (Revolució). Els historiadors actuals assenyalen que tots aquests noms diferents són igual de vàlids, encara que difereixen en les seves càrregues propagandístiques.
Les revolucions de febrer i l'octubre de 1917 van precipitar la derrota i total col·lapse de l'Imperi Rus, la caiguda del qual va repercutir en la ruptura de la societat finesa. Els socialdemòcrates i els conservadors van competir pel lideratge de l'estat finès, que va bascular de l'esquerra a la dreta el 1917. Ambdós grups van col·laborar amb les forces polítiques corresponents a Rússia, endinsant-se a la bretxa nacional oberta.
Ja que Finlàndia no disposava d'exèrcit o policia definits després de març de 1917, ambdós bàndols van començar a reclutar els seus propis grups de seguretat, el que va portar a l'aparició de dues tropes militars independents, la Guàrdia Blanca i la Guàrdia Roja. Entre els finlandesos es va estendre una atmosfera de tensió política i por, fins que el gener de 1918 l'espiral de violència va conduir a l'esclat de la contesa.
Els blancs van resultar victoriosos en la consegüent guerra, i van passar des de l'esfera d'influència russa a l'alemanya. El senat conservador va intentar establir una monarquia finlandesa, amb un rei alemany: el príncep Federico Carlos de Hesse-Kassel, però després de la derrota alemanya en la Gran Guerra, Finlàndia va emergir com una república democràtica independent.
La guerra civil continua sent l'esdeveniment més controvertit i emocional en la història de la Finlàndia moderna, i han existit disputes sobre el nom que s'havia de donar al conflicte. Aproximadamente 37.000 persones van morir durant el conflicte, el que inclou tant baixes al front com morts causades per campanyes de terror polític i un alt índex de mortaldat en els camps de presoners. Va desaprofitar l'economia finlandesa, i va dividir l'aparell polític i la nació finlandesa durant molts anys. El país es va cohesionar lentament gràcies a compromisos per part dels partits polítics moderats i concessions des de l'esquerra i la dreta.

## Antecedents

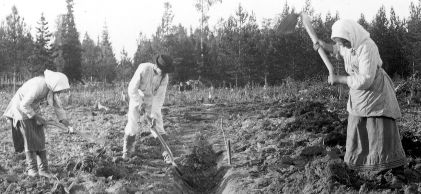
Llauradors en els camps. Molts finlandesos es dedicaven a l'agricultura i a l'artesania, i no exercien a penes influència política en la societat de classes existent, prèvia a la reforma parlamentària de 1906.

El factor principal darrere de la guerra civil finlandesa va ser la Primera Guerra Mundial. Tant l'Imperi Alemany com l'Imperi Rus tenien interessos polítics, econòmics i militars en el país escandinau, i el conflicte va precipitar el col·lapse de Rússia, principalment amb les revolucions de febrer i octubre de 1917. Això va conduir a un gran buit de poder en l'autònom Gran Ducat de Finlàndia, nascuda el 1889 com a resultat del paneslavisme rus i sense forces armades des de l'intent de russificació de 1899, que va intentar limitar l'autonomia finesa des de Sant Petersburg. Els finlandesos n'anomenen a aquest fet el primer període d'opressió 1899-1905. Com a resultat, per primera vegada van néixer a Finlàndia plans per a l'obtenció de la seva sobirania nacional i conseqüent separació de Rusia.
Fins al primer període de russificació, el senat de Finlàndia havia seguit una política conservadora i lleial cap a Rússia, assegurant-se de mantenir els interessos nacionals i l'autonomia de la que gaudia dins del marc territorial rus. En comparació amb altres parts de l'imperi, les relacions rus-finlandeses s'havien mantingut excepcionalment pacífiques i estables. Amb l'alteració d'aquesta política, els finesos van començar a oposar-se fortament al sistema imperial. Van néixer diversos grups polítics amb idees contradictòries, entre ells el radical moviment activista, que va col·laborar amb l'Alemanya imperial durant la Primera Guerra Mundial.
- La radicalització de la dreta es va produir com a resposta a les temptatives russes d'hegemonia cultural i constitucional, el que a llarg termini portaria a col·laborar obertament amb l'Alemanya imperial, que havia emergit com una gran potència a la regió bàltica després de la seva unificació el 1871.
- La radicalització de l'esquerra va venir motivada principalment com a reacció davant de la precària situació d'un creixent grup social de camperols, els Torpparit, que no disposaven de terres pròpies per conrear. A més, la Revolució Industrial havia començat a deixar sentir els seus efectes al sud de Finlàndia, obrint encara més la bretxa entre les classes humils i les classes acomodades.

L'opressió russa havia actuat com a enemic comú en qui ambdós sectors enfocaven el seu odi, però amb l'enfonsament d'aquesta després de la caiguda de l'Imperi Rus, les diferències entre classes van desembocar en un conflicte social obert.
Les raons principals per a la gradual tensió existent entre els finlandesos venien del govern autocràtic, i la gens democràtica societat de classes basada en estaments, existent en el Gran Ducat, originada sota l'règim suec del segle xvii, i que havia dividit a la societat finesa en dos grups diferenciats socialment, econòmicament i políticament.
La direcció finesa no tan sols s'oposava a la russificació, sinó que també buscava el desenvolupament d'una política domèstica que abordés els problemes socials i respongués a la necessitat democràtica del poble. La població finlandesa va créixer ràpidament al segle xix, donant origen a una classe de treballadors industrials i agraris, i de camperols sense propietats. La Revolució Industrial i la llibertat econòmica van arribar a Finlàndia més tard que a Europa occidental, (1840-1870), a causa del govern de la família Romanov. Això implicava que alguns dels problemes socials associats amb la industrialització disminuïssin després d'aprendre de l'exemple de països com Anglaterra. Les condicions socials, el nivell de vida i l'autoconfiança dels treballadors van millorar gradualment entre 1870 i 1914, al mateix temps que llançaven arrels els conceptes polítics del socialisme, nacionalisme i liberalisme. Però a mesura que s'incrementava el nivell de vida entre la gent corrent, també ho feia la bretxa entre les classes més pobres i les més acomodadas.
El moviment obrer finlandès, que va sorgir a finals del segle xix des del poble pla, l'Església Evangèlica Luterana de Finlàndia i la fenomanía, va adoptar el caràcter de "classe treballadora nacional finlandesa", i va estar representat pel partit socialdemòcrata, nascut el 1899. Aquest moviment va passar a primera plana sense majors enfrontaments quan les tensions durant la guerra rus-japonesa van portar a una vaga general i a un clima revolucionari en l'imperi. En un intent d'aplacar la inquietud general, el sistema estamental va ser abolit en la reforma parlamentària de 1906, que va introduir el sufragi universal. Tots els adults, incloent les dones, van rebre el dret al vot, incrementant el nombre de sufragistes des de 126.000 fins a 1.273.000. Això va incrementar el nombre de votants socialdemòcrates en un 50%, malgrat que no es percebessin millores evidents. El tsar de Rússia, Nicolau II, va recuperar la seva autoritat després de la crisi, reivindicant el seu rol com a Gran Duc de Finlàndia. Durant el segon període de russificació (1908 - 1917) va reclamar les seves funcions i poders en el nou parlament. Els enfrontaments entre representants de la gran massa inculta finlandesa i els finesos de l'antiga societat estamental, acostumats a actituds meritocráticas, van disminuir la capacitat del parlament per resoldre els grans problemes socioeconòmics durant la dècada precedent al col·lapse de l'estat finès.

## Revolució de febrer

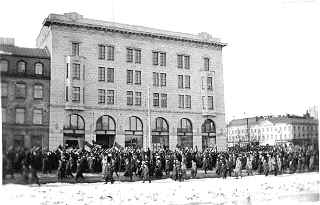
Vaga general en Hèlsinki, 1917. Els treballadors reclamaven menjar i el trasllat complet de poders legislatius des del govern rus al parlament de Finlàndia

El més sever programa de russificació, anomenat el segon període d'opressió 1908-1917 pels finesos, va quedar interromput el 15 de març de 1917 amb la caiguda del tsar Nicolau II. La raó immediata per al col·lapse de l'Imperi Rus va ser una revolució subjacent en la col·lisió entre les polítiques del règim, més conservadores, a Europa, i la necessitat de modernització política i econòmica, arran de la industrialització. El poder del tsar va ser transferit a la Duma i al govern provisional, majoritàriament de dretes per aquestes dates.
L'estatus autònom va tornar el març de 1917 a Finlàndia, i la revolta a Rússia va permetre al parlament finlandès exercir un poder polític real per primera vegada en la seva història. L'esquerra comprenia majoritàriament socialdemòcrates, cobrint un ampli espectre des de socialistes revolucionaris a socialistes moderats. La dreta era més diversa, fins i tot comprenent des de liberals i conservadors moderats a elements d'extrema dreta. Els quatre partits principals eren els dos vells grups fenómans, el conservador partit finlandès, el jove partit finlandès, que comprenia liberals i conservadors a parts iguals, la social reformista i centrista Lliga Agrària (Partit de Centre, Finlàndia), recolzada principalment per agricultors amb petits terrenys, i el Partit Popular Suec, que buscava defensar els drets de la minoria suecoparlant.
Els finlandesos s'enfrontaven a una nociva combinació entre lluita pel poder i fracàs social el 1917. A començaments del segle xx, els finesos es mantenien en una cruïlla entre el vell règim d'estaments i l'evolució cap a una societat nova, moderna i democràtica. La direcció i l'objectiu d'aquest període de canvi es convertirien en un problema fruit d'intenses disputes polítiques, que finalment es desbordarien donant lloc a un conflicte armat, a causa de la debilitat de l'Estat Finlandès. Els socialdemòcrates pretenien mantenir els drets polítics aconseguits i incrementar la seva influència sobre la població. Els conservadors temien perdre el seu poder socioeconòmic, que havien ostentat durant llarg temps.
El partit socialdemòcrata va aconseguir la Majoria absoluta en el parlament després de les eleccions generals de 1916. El nou senat comprenia sis representants del partit i uns altres sis de partits no socialistes. En teoria, el nou gabinet quedava format per una àmplia coalició; a la pràctica, amb els principals grups polítics reticents a comprometre's i els polítics més experimentats fora del senat, el gabinet es va mostrar incapaç de resoldre cap dels grans problemes locals. El poder polític real va derivar al seu lloc els carrers, en forma de mítings massius, protestes, vagues i concilis urbans, formats per treballadors i soldats després de la revolució. Tots aquests fets van anar a poc a poc minant l'autoritat de l'estat.
El ràpid creixement econòmic estimulat per la Primera Guerra Mundial, que va veure com els salaris dels obrers industrials augmentaven durant 1915 i 1916, es va col·lapsar amb la revolució de febrer, i el consegüent descens a la producció i economia va originar desocupació i inflació. Per tot Finlàndia es van multiplicar les vagues a gran escala en la indústria i l'agricultura, els treballadors demanaven majors salaris i jornades laborals de vuit hores. La interrupció d'importacions de cereal de Rússia va produir fams al país, com a resposta a les quals el govern va introduir racionaments i fixació de preus. En paral·lel, va néixer un mercat negre on els preus dels aliments van créixer ràpidament, un problema apressant per a les famílies de treballadors aturats. El subministrament d'aliments, els preus i la por de la fam es van convertir en problemes polítics entre els treballadors urbans i els agricultors. El poble va veure com les seves pors eren utilitzades pels polítics i mitjans de comunicació, i es va llançar als carrers. Malgrat la fam, no hi va haver inanició a gran escala al sud de Finlàndia abans de la guerra. Els factors econòmics continuaven sent un factor clau en la crisi de 1917, però secundari en la lluita pel poder.

### Batalla pel lideratge

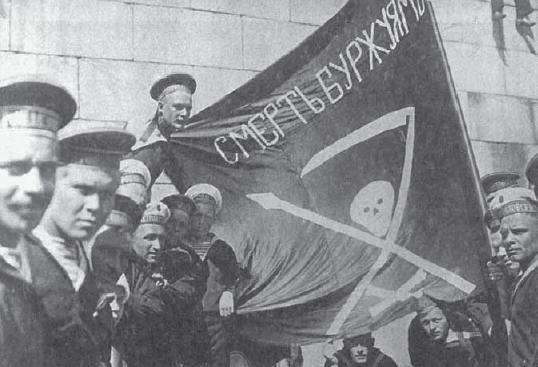
Militants russos de diversos grups polítics s'uneixen al clima d'inestabilitat el 1917.

El duel de poders entre socialdemòcrates i conservadors va culminar el juliol de 1917, amb l'aprovació dels comptes del Senat que finalment es van convertir en un decret, que incorporava un pla socialdemòcrata per incrementar substancialment el poder del parlament, en el que gaudien de majoria absoluta. També incrementava la independència finesa, restringint la influència russa sobre els seus assumptes locals. El pla dels socialdemòcrates tenia el suport de Vladimir Lenin i els bolxevics russos, que el juliol de 1917 conspiraven contra el govern provisional rus. La Unió Agrària, activistes de dretes i altres no socialistes entusiastes de la sobirania finlandesa van recolzar l'acte, però tant els conservadors finlandesos com el govern provisional rus es van oposar a la mesura, ja que reduïa els seus poders. L'esdeveniment va ser frustrat en els «Dies de juliol» i Lenin es va veure obligat a fugir a Finlàndia. El govern provisional rus va refusar acceptar el decret finès i va enviar tropes a Finlàndia on, amb el suport dels conservadors, va quedar dissolt el parlament i es van convocar noves eleccions. En aquestes eleccions, celebrades l'octubre, els socialdemòcrates van perdre la majoria absoluta, després del qual la tasca del moviment obrer va canviar. Fins llavors, lluitava per nous drets i beneficis per als seus membres, a partir de llavors es veia obligat a defensar aquells que ja hi havia aconseguit.
El col·lapse de Rússia en la revolució de febrer va tenir com a resultat una pèrdua d'autoritat institucional finesa, i la dissolució de la força policial, la qual cosa va crear por i inseguretat. Com a resposta, grups de dreta i esquerra van començar a reunir cossos de seguretat independents per a la seva protecció. Inicialment, aquests cossos tenien caràcter local i en la seva gran majoria anaven desarmats, però cap a tardor, en el buit de poder que va seguir la dissolució del parlament i l'absència d'un govern o exèrcit estables, van adquirir un caràcter paramilitar i nacional. Els Guàrdies Civils (posteriorment coneguts com a Guàrdies Blancs) van ser creats per personalitats locals de certa influència, principalment acadèmics, empresaris, terratinents i activistes conservadors. Els Guàrdies de Seguretat dels Treballadors (posteriorment coneguts com a Guàrdies Roja) eren reclutats sovint dels sindicats i seccions locals del partit. La presència d'aquestes dues forces d'ideologia enfrontada al país va imposar un estat de «dualitat de poder» i «sobirania múltiple» sobre la societat finesa, generalment el preludi d'un conflicte civil.

### Revolució d'octubre

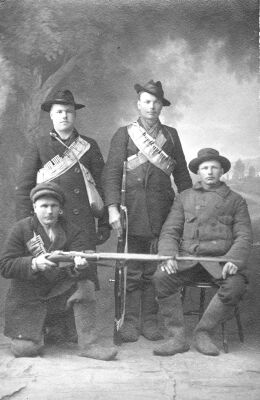
Guàrdies Rojos finlandesos. Els cossos de seguretat dels treballadors van adquirir un caràcter marcat paramilitar, que finalment els va portar a organitzar-se a l'estil d'un exèrcit.

La revolució bolxevic del 7 de novembre va transferir el poder polític als socialistes radicals i d'extrema esquerra russos. Un gir en la situació que va aprofitar l'Imperi Alemany, exhaust després de combatre durant anys a dos fronts. La política dels líders germànics consistia a fomentar la crispació i el clima revolucionari a Rússia, forçant així els russos a buscar la pau. Amb tal motiu, van planejar la tornada de Lenin i els seus camarades des de l'exili a Suïssa fins a Petrograd l'abril de 1917. Així mateix, van finançar al Partit Bolxevic, confiant que Lenin era l'arma més poderosa que podien llançar a Rusia.
Després de la dissolució del Parlament finlandès, la polarització i por mútua entre socialdemòcrates i conservadors va créixer dràsticament, una situació que es va tornar encara pitjor quan aquests últims, després de la seva victòria electoral l'octubre de 1917, van nomenar un gabinet completament conservador. L'1 de novembre, els socialdemòcrates van llançar un programa polític anomenat «Exigim», que pretenia aconseguir concessions en la política domèstica. Planejaven sol·licitar l'acceptació de la sobirania finesa dels bolxevics en forma de manifest, el 10 de novembre, però la incerta situació de Petrograd va bloquejar el pla. Després del fracàs del programa «Exigim», els socialistes van començar una vaga general del 14 al 19 de novembre. En aquest moment, Lenin i els bolxevics, amenaçats a Petrograd, van pressionar els socialdemòcrates perquè aconseguissin el poder a Finlàndia, però la majoria d'aquests eren pacífics i preferien una solució parlamentària, la qual cosa els va valer l'apel·latiu de «revolucionaris refractaris» per part de Lenin. L'èxit de la vaga general va portar el Consell Revolucionari de Treballadors a votar majoritàriament a favor de recuperar el poder. El comitè executiu suprem revolucionari, tanmateix, va ser incapaç de reclutar més membres que duguessin a terme el pla, i va retardar la revolució fins a les set de la tarda d'aquell mateix dia. L'incident, «la revolució més curta», va dividir els socialdemòcrates en dos: una majoria de parlamentaristas, moderats, i una minoria de revolucionaris. Les repercussions es van estendre en el temps, posant en joc les posicions en el partit d'alguns dels líders més prominents.
El Parlament finès, influït per la vaga general, va aprovar les propostes socialdemòcrates que exigien la jornada laboral de 8 hores, i el sufragi universal a partir de les eleccions locals del 16 de novembre de 1917. Durant la vaga, tanmateix, elements radicals dels Guàrdies de Seguretat dels Treballadors van executar diversos oponents polítics a les ciutats principals del sud de Finlàndia, produint-se els primers xocs armats entre Guàrdies Civils i Guàrdies dels Treballadors, amb 34 baixes informades. La guerra civil podria perfectament haver-se produït en aquest punt si hi hagués hagut suficients armes al país per equipar els dos bàndols. En contraposició, es va iniciar una cursa armamentística que va representar l'escalada final cap a la guerra.

### Sobirania de Finlàndia

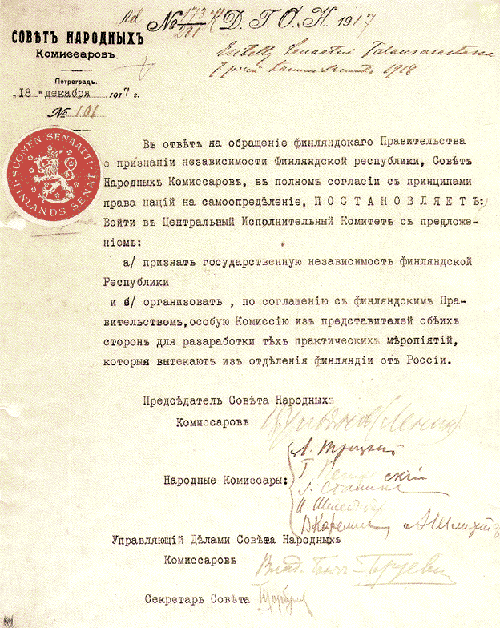
El reconeixement de la independència finesa per part del govern bolxevic va ser la primera expressió concreta de l'exigència de Lenin sobre el dret d'autodeterminació de les nacions.

La desintegració de Rússia va oferir als finesos una oportunitat històrica per aconseguir la independència. Però després de la Revolució d'octubre, les posicions de conservadors i socialdemòcrates sobre l'assumpte de la sobirania s'havien invertit. La dreta anhelava ara la independència, ja que la sobirania els ajudaria en els seus plans de controlar l'esquerra i minimitzar així la influència de la Rússia revolucionària. Els socialdemòcrates eren partidaris de la independència fins a primavera de 1917, però aquesta postura ja no els atorgava un benefici polític directe, i els obligaria a sotmetre's a la majoria dretana del país. El nacionalisme s'havia convertit en una espècie de «religió cívica» entre els finesos a finals del segle xix, i el 1917 la sobirania nacional continuava sent una de les poques qüestions polítiques sobre les quals la majoria dels finlandesos estava d'acord.
El senat, dirigit per Pehr Evind Svinhufvud, va proposar la declaració d'independència de Finlàndia, que el parlament va aprovar el 6 de desembre de 1917. Encara que els socialdemòcrates van votar contra la proposta de Svinhufvud, van decidir presentar una declaració d'independència alternativa, que no contenia diferències substancials amb la primera. Els socialistes van témer una major pèrdua de suport - com l'ocorreguda en les eleccions d'octubre - entre els nacionalistes comuns, i esperaven aconseguir una majoria política en el futur. Van enviar dues delegacions a Petrograd el desembre d'aquell any per temptejar Lenin sobre la seva aprovació a la independència finesa. Ambdós grups, per tant, coincidien en la necessitat d'autodeterminació de Finlàndia, malgrat el fort desacord existent en la selecció dels seus dirigentes.
L'establiment de la sobirania no va concloure immediatament. Per a una petita nació com a Finlàndia, el reconeixement per part de Rússia i les principals potències europees era vital. Tres setmanes després de la declaració d'independència, el gabinet de Svinhufvud va concloure que hauria de negociar amb Lenin per al reconeixement per part de Rússia. El desembre de 1917, els bolxevics es trobaven sota pressió en les negociacions de pau amb Alemanya, al tractat de Brest-Litovsk. El bolxevisme rus es trobava en una profunda crisi, amb un exèrcit desmoralitzat i el destí de la Revolució d'Octubre en dubte. Lenin va calcular que els bolxevics podien potser controlar el nucli de Rússia, però havien de cedir alguns territoris a la seva perifèria, incloent Finlàndia al poc important quadrant nord-oest. Com a resultat, Svinhufvud i la seva delegació senatorial van aconseguir la concessió de sobirania per part de Rússia el 31 de desembre de 1917.

## La guerra

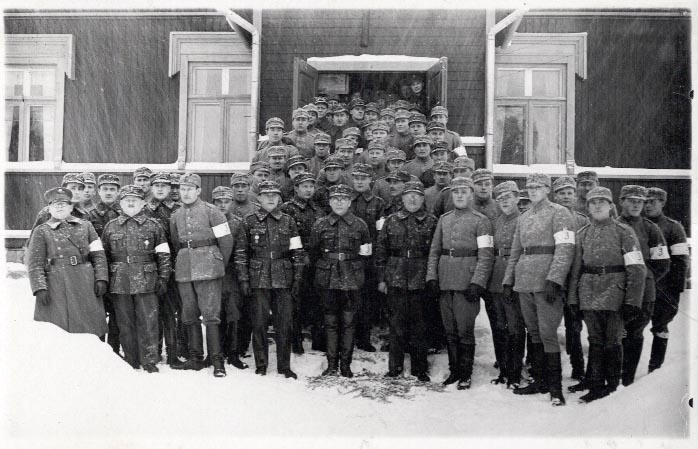
Guàrdia Blanca en Nummi. Els Guardies Blancs van ser mobilitzats el 28 de gener a les 3 de la matinada, mentre els Guardias Rojos van fer el propi el 27 de gener a les 11 de la nit.

### Escalada de tensions
En retrospectiva, sovint els esdeveniments que es van produir el 1917 han estat vistos simplement com a precursors de la Guerra Civil, una escalada d'hostilitats que es remuntava a la Revolució de Febrer. Però les faccions polítiques oposades van intentar infructuosament crear un nou ordre que evités la ruptura social de 1917. Els esdeveniments durant la vaga general de novembre van enfonsar les ferides, sospites i desconfiances existents, fent impossible una sortida dialogada a la situació. Conservadors i activistes de dretes veien els grups de treballadors radicals, actius durant la vaga, com una amenaça per a la seguretat dels estaments tradicionals i la dreta política. En conseqüència, van adoptar totes les mesures necessàries per defensar-se, incloent la força armada. De la mateixa manera, els treballadors revolucionaris i activistes d'esquerres es plantejaven enderrocar el règim conservador, abans que permetre la revocació dels avenços aconseguits pel moviment laborista. El resultat d'aquest enduriment de posicions es va traduir que, a finals de 1917, homes i dones moderats i pacífics es van haver de mantenir al marge mentre homes amb rifles avançaven a la càrrega.
L'escalada final cap a la guerra va començar a començaments de gener de 1918, a Hèlsinki, Kotka i Turku. En aquestes ciutats, els Guàrdies de Seguretat dels Treballadors més radicals van canviar el seu nom a Guàrdies Rojos, i van pressionar aquells líders socialdemòcrates indecisos a donar suport a la revolució. La Guàrdia dels Treballadors va ser oficialment rebatejada com a Guàrdia Roja a finals d'aquell mateix mes, sota el comandament d'Ali Aaltonen, exoficial de l'exèrcit rus, que havia estat nomenat el desembre. Alhora, el parlament i el senat van decidir el 12 de gener crear una autoritat policial forta, iniciativa que els Guàrdies de Seguretat dels Treballadors van veure com un pas per legalitzar la Guàrdia Blanca. Quan el senat va rebatejar els Guàrdies Blancs com a Exèrcit Blanc Finlandès, els Guàrdies Rojos van refusar reconèixer el títol. El 15 de gener, Carl Gustaf Emil Mannerheim, com Aaltonen, un antic oficial de l'exèrcit rus, va ser nomenat comandant a cap dels Guàrdies Blancs. Va situar la seva caserna general a Vaasa, mentre Aaltonen es va establir en Helsinki.
La data oficial de començament de la Guerra Civil Finlandesa és encara tema de debat. Les primeres batalles importants van tenir lloc entre el 17 i el 20 de gener a Carèlia, en l'extrem sud-occidental. Buscaven el control de la ciutat de Viipuri i l'accés al mercat d'armes rus. L'ordre de combat per a la Guàrdia Blanca va ser enviada el 25 de gener, l'ordre de la Guàrdia Roja, el 26. L'endemà, els Guàrdies Blancs van atacar trens que portaven un important carregament d'armes de Rússia, com Lenin havia promès als roigs. La mobilització a gran escala dels Guàrdies Roigs va començar la nit del 27 de gener, seguida poc després per l'acte corresponent dels Guàrdies Blancs, amb el desarmament de les guarnicions russes d'Ostrobothnia a primeres hores del 28 de gener. Una data simbòlica per al començament de la guerra podria ser el 26 de gener, quan un grup de roigs van escalar la torre del Saló dels Treballadors de Hèlsinki i van encendre una llanterna vermella indicant l'inici de la segona major rebel·lió en la història de Finlandia.

### Germans d'armes

Fronts i ofensives inicials de la guerra a començaments de febrer (àrea controlada pels roigs en roig, pels blancs en blau).

A començaments de la guerra, la línia del front s'estenia d'est en oest al sud de Finlàndia, dividint el país entre la Finlàndia Blanca i la Finlàndia Roja. Els Guàrdies Roigs controlaven l'àrea meridional, que comprenia els principals centres industrials i les majors granges i hisendes, amb gran quantitat de minifundis i agricultors arrendataris. L'Exèrcit Blanc controlava la zona nord, principalment agrària amb granges petites o de mida mitjana i agricultors arrendataris, i on hi havia pocs minifundis o es trobaven en millor posició social que al sud. En qualsevol cas, hi havia enclavaments en ambdós territoris: en l'àrea blanca s'enclavaven les ciutats industrials de Varkaus, Kuopio, Oulu, Raahe, Kemi i Tornio; mentre que Porvoo, Kirkkonummi i Uusikaupunki quedaven en zona roja. La neutralització d'aquests territoris es va convertir en una prioritat per a ambdós exèrcits durant el mes de febrer.
La Finlàndia Roja, més tard anomenada República Socialista dels Treballadors de Finlàndia, va ser governada des de Hèlsinki pel Consell del Poble. El seu president era Kullervo Manner, i en el seu govern es trobaven, entre d'altres, Otto Ville Kuusinen i Yrjö Sirola. La Rússia Bolxevic va declarar el seu suport a la Finlàndia Roja, però la visió socialdemòcrata de l'estat que tenien els roigs no s'assemblava a la dictadura del proletariat de Lenin. Aquest va intentar evitar la desintegració de Rússia, però no va tenir èxit, i molts territoris occidentals de l'antic imperi van declarar la seva independència. La majoria dels socialdemòcrates recolzaven la sobirania de Finlandia; tanmateix, els Guàrdies Roigs coaccionaven les polítiques de la Finlàndia Roja amb el poder de les armes, i els més radicals entre ells, al costat dels bolxevics finesos, encara que escassos en nombre, es mostraven favorables a la reintegració amb Rússia. Aquesta qüestió es va esvair després de la derrota de la Finlàndia Roja. El senat finlandès - el «Senat de Vaasa» - es va desplaçar a la ciutat de Vaasa, a la costa occidental, que va exercir les funcions de capital de la Finlàndia Blanca des del 29 de gener fins al 3 de maig, i va buscar l'ajuda política i militar d'Alemanya. Mannerheim es va mostrar disposat a acceptar armes germàniques, però es va oposar a la presència de tropes alemanyes a Finlàndia. Els conservadors planejaven un sistema monàrquic, que reduís el paper executiu del parlament. Una secció dels conservadors continuava oposant-se a la democràcia, d'altres van aprovar el parlamentarisme al principi, però després de la crisi de 1917 i l'esclat de la guerra van concloure que atorgar poders de sufragi a la gent comuna no funcionava. El sector moderat s'oposava a qualsevol tipus de restricció del sistema parlamentari i es van resistir a qualsevol ajuda germànica al principi, però la prolongació del conflicte va canviar la seva opinió.
La Guerra Civil Finlandesa es va lluitar als ferrocarrils, mitjans vitals de transport de tropes i subministraments. El primer objectiu de la Guàrdia Roja va consistir a tallar la connexió ferroviària est-oest, acte que van intentar al nord-est de Tampere, en la batalla de Vilppula. També van intentar, sense èxit, acabar amb el cap de pont blanc al sud del riu Vuoksi, a Antrea (Istme de Karelia), que amenaçava la seva connexió viària amb Rússia.

Principals ofensives fins al final de març. Els blancs assetgen Tampere i embossen els atacants roigs i soviètics en Rautu, en l'Istme de Karelia.

El nombre de tropes en cada bàndol variaven de 50.000 a 90.000. Mentre la Guàrdia Roja consistia principalment en voluntaris, l'Exèrcit Blanc comprenia només 11.000 - 15.000 voluntaris, sent els restants reclutes. Els principals motius del voluntariat eren econòmics (salari, menjar), idealismes i pressió social. Els Guàrdies Roigs incloïen 2000 dones soldat, principalment joves, reclutades dels centres industrials de la Finlàndia meridional. Ambdós exèrcits van utilitzar adolescents, principalment entre 15 i 17 anys, dels quals el més famós exemple va ser Urho Kekkonen, que va lluitar per l'Exèrcit Blanc i més tard es va convertir en el President de Finlàndia que més temps es va mantenir en el seu càrrec. Els Guàrdies Roigs estaven constituïts majoritàriament per treballadors urbans i agrícoles, mentre que els agricultors autònoms i gent d'educació tradicional constituïen l'espina dorsal de l'Exèrcit Blanco.[37]

Intervenció alemanya (en gris) i ofensives finals del conflicte.

### Guàrdies Roigs i tropes russes
Els Guàrdies Vermells van prendre la iniciativa de la guerra, prenent el control de Hèlsinki, la capital finesa, les primeres hores del 28 de gener, i gaudint d'un avantatge inicial gràcies a una fase ofensiva que va durar fins a mitjan març. No obstant això, una manca crònica de líders hàbils, tant a nivell estratègic com a tàctic, va impedir que consolidessin els seus triomfs, i la majoria de les ofensives van acabar en un punt mort. Les tropes de la Guàrdia Roja no eren professionals, sinó civils armatss, l'entrenament militar i disciplina dels quals eren, en el major dels casos, poc adequats per resistir el contraatac blanc, com menys de l'ofensiva alemanya que va seguir. En conseqüència, Ali Aaltonen es va veure ràpidament reemplaçat al comandament per Eero Haapalainen, que al seu torn va ser reemplaçat pel triumvirat format per Eino Rahja, Adolf Taimi i Evert Eloranta. L'últim comandant dels Guàrdies Roigs va ser Kullervo Manner, que va guiar la retirada final cap a Rússia. Les úniques victòries de la Guàrdia Roja es van produir contra tropes alemanyes, en les cruentes batalles d'Hauho i Tuulos, Syrjäntaka, el 28 i 29 d'abril de 1918, durant la seva retirada cap a Rússia. Per llavors, aquests combats només van adquirir una importància marginal.
Encara que entre 60.000 i 80.000 soldats russos de l'antic exèrcit del tsar romanien estacionats a Finlàndia en començar la guerra, la contribució russa als Guàrdies Roigs va acabar resultant intrascendent. Quan va començar el conflicte, Lenin va intentar mobilitzar l'exèrcit en suport de la Finlàndia Roja, però les tropes estaven desmoralitzades i cansades després de combatre durant anys en la Primera Guerra Mundial. La major part dels soldats havien tornat a Rússia a finals de març de 1918. Com a resultat, només van participar entre 7000 i 10.000 soldats en la Guerra Civil Finlandesa, dels quals més de 4000, en petites unitats independents, van poder ser convençuts per lluitar al front. Malgrat la implicació d'uns quants hàbils oficials d'edat avançada, com Mikhail Svechnikov, que va dirigir les batalles a Finlàndia occidental el febrer de 1918, sembla raonable assumir que les tropes russes no van tenir un paper significatiu en el curs de la guerra. El nombre de soldats russos actius en la guerra va decaure considerablement després de l'atac alemany a Rússia, el 18 de febrer de 1918. El tractat de Brest-Litovsk, firmat entre Rússia i Alemanya el 3 de març, restringia de manera efectiva la capacitat bolxevic de suport a la Guàrdia Roja, d'una altra manera que no fos amb la tramesa d'armes i subministraments. Tanmateix, els russos van romandre actius al front sud-est defensant les aproximacions a Petrograd.

### Guàrdies Blancs i Exèrcit Alemany
La qualitat militar del soldat comú en l'Exèrcit Blanc diferia escassament de la de la seva contrapartida en els Guàrdies Roigs, amb un escàs i inadequat entrenament en la majoria dels casos. Pero l'Exèrcit Blanc posseïa dos avantatges principals sobre els Guàrdies Roigs: el lideratge militar professional del general Mannerheim i el seu estat major, que incloïa 84 oficials voluntaris suecs, al costat d'antics oficials finesos de l'exèrcit del tsar; i els aproximadament 1300 «Jäger» (Jääkärit) soldats d'elit finesos, entrenats a Alemanya i endurits al Front Oriental.

#### Batalla de Tampere

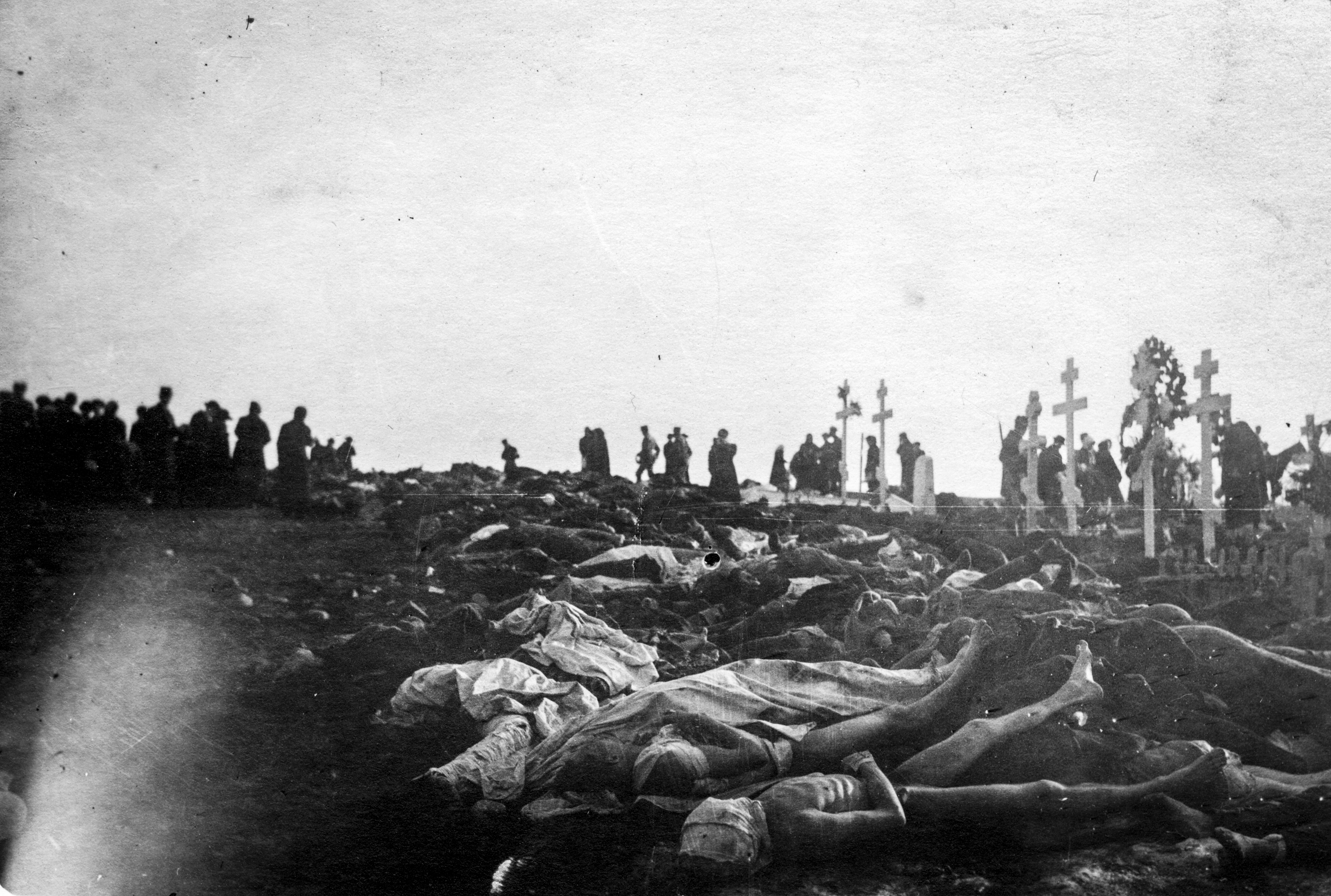
Cossos insepults després de la batalla de Tampere.

L'estratègia de Mannerheim consistia a atacar primer Tampere, la ciutat industrial més important de Finlàndia al sud-oest. Va llançar l'atac el 16 de març a Längelmäki, 65 km al nord-est de Tampere. Simultàniament, el gruix de l'Exèrcit Blanc va començar el seu avenç al llarg de la línia Vilppula-Kuru-Kyröskoski-Suodenniemi, al nord i al nord-oest de la ciutat. Les tropes roges es van erosionar sota la força de l'atac, i alguns dels seus destacaments van fugir espaordits. L'Exèrcit Blanc va tallar la retirada roja pel sud a Lempäälä, i va assetjar Tampere el 24 de març, capturant la ciutat quatre dies més tard. La verdadera batalla de Tampere, tanmateix, va començar el 28 de març, més tard animenat Dijous de Túmuls Sagnants, en vigílies de pasqua de 1918. La batalla de Tampere va ocupar 16.000 soldats blancs i 14.000 roigs, i va resultar l'acció decisiva de la guerra i el major combat militar en Escandinàvi a fins a la data. També va ser la primera batalla urbana de Finlàndia, car es va lluitar al cementiri de Kalevankangas i casa per casa a la ciutat, mentre els Guàrdies Roigs es batien en retirada. La batalla, que va durar fins al 6 d'abril de 1918, va ser l'esdeveniment més sagnant de la guerra. La motivació defensiva s'havia incrementat considerablement entre els roigs, i els blancs van haver d'utilitzar part dels seus destacaments frescos i millor entrenats. Els xocs de Tampere eren pura guerra civil, finès contra finès, «germà contra germà», ja que la major part de l'exèrcit rus havia tornat rere de les seves fronteres el març, i les tropes germàniques encara no havien desembarcant a Finlàndia. L'exèrcit blanc va perdre entre 700 i 900 homes, incloent 50 jägers. Els Guàrdies Roigs van perdre entre 1000 i 1500 soldats, més 11.000 - 12.000 que van caure presoners. 71 civils van morir, principalment a causa del foc d'artilleria. Els barris orientals de la ciutat, construïts en fusta, van ser completament destruïts.
Després de la seva derrota a Tampere, els Guàrdies Roigs es van retirar cap a l'est. L'Exèrcit Blanc va canviar el seu focus militar cap a Viipuri, principal ciutat de Karelia, capturant-la el 29 d'abril. Les últimes fortaleses vermelles al sud-oest de Finlàndia van caure el 5 de maig.

#### Intervenció d'Alemanya

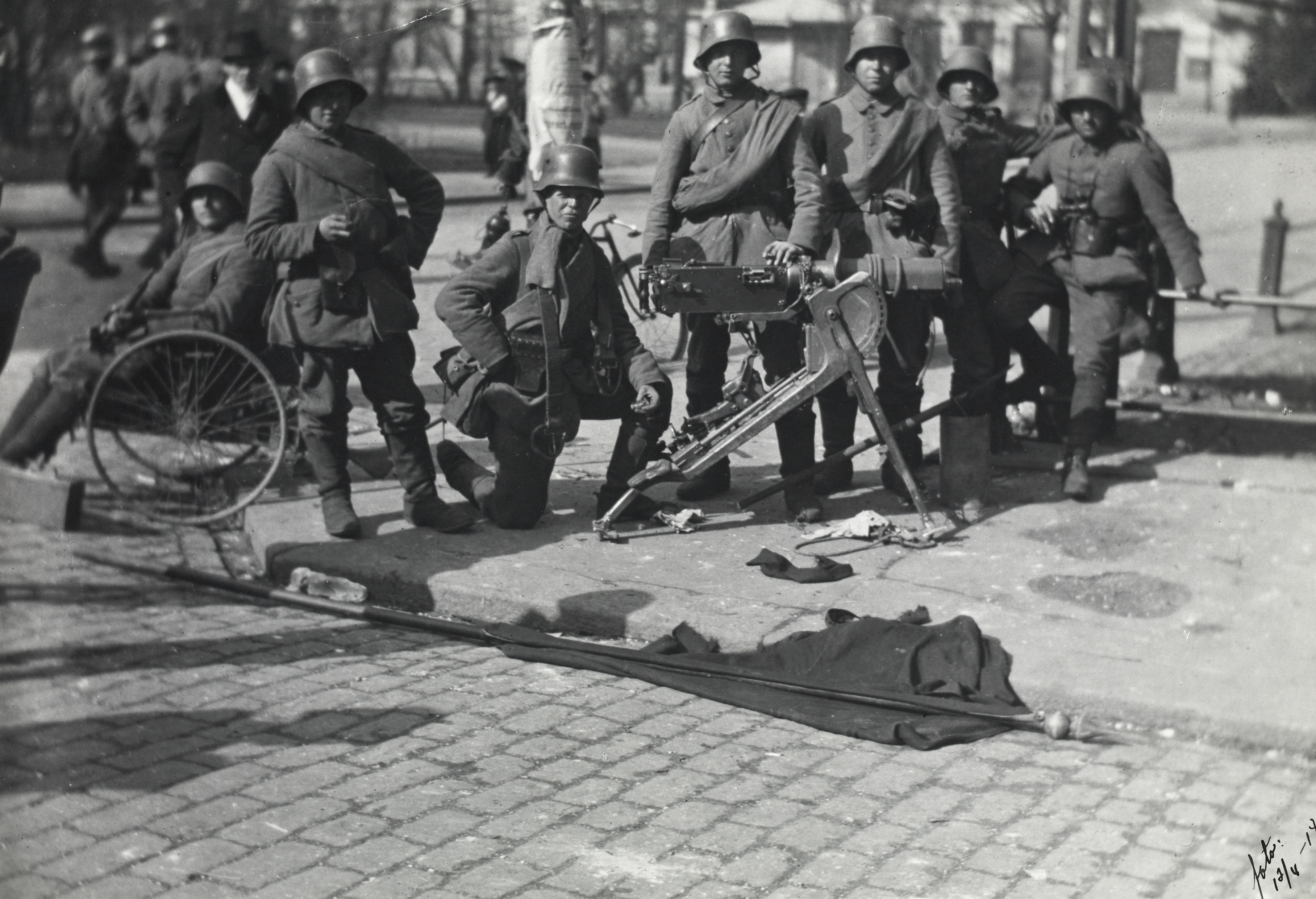
"Jägers" finlandesos a Vaasa, tornant d'Alemanya

L'Imperi Alemany va intervenir finalment en la guerra del costat de l'Exèrcit Blanc el març de 1918. Els activistes havien buscat l'ajuda alemanya per alliberar Finlàndia de l'hegemonia russa des de tardor de 1917, però els alemanys no volien posar en perill l'armistici i les negociacions de pau amb Rússia, que van començar el 22 de desembre a Brest-Litovsk (actual Belarús). La posició alemanya va canviar radicalment després del 10 de febrer, dia en què Lev Trotski, malgrat la debilitat de la posició bolxevic, va trencar les negociacions, amb l'esperança que naixés una revolució proletària a Alemanya que girés la truita. El govern germànic va decidir immediatament donar una lliçó a Rússia i, com a pretext per a l'agressió, va atendre les «peticions d'ajuda» dels petits estats al ponent de Rússia. Representants del senat de Vaasa a Berlín van demanar el suport alemany el 14 de febrer. Alemanya va atacar a Rússia el 18 de febrer.
El 5 de març un esquadró naval germànic va desembarcar a les illes Åland, a l'arxipèlag meridional de Finlàndia, on una expedició militar sueca protegia els interessos finesos i la població suecófona des de mitjan febrer. El 3 d'abril, els 10.000 soldats de la Divisió del Mar Bàltic, dirigits per Rüdiger von der Goltz, van atacar Hanko, a l'oest de Hèlsinki. El 7 d'abril, els 3000 membres del Destacament Brandenstein van superar la ciutat de Loviisa a la costa sud-est. Les principals formacions alemanyes van avançar ràpidament a l'est, des d'Hanko, i van prendre Hèlsinki el 13 d'abril. Aquesta mateixa data, una flotilla formada per dos cuirassats alemanys i diverses embarcacions de menor calat van entrar al port i van bombardejar les posicions roges, que incloïen el Palau Presidencial. La brigada Brandenstein va atacar Lahti el 19 d'abril, partint en dos el territori roig. La Divisió del Mar Bàltic va avançar cap al nord des de Hèlsinki, conquerint Hyvinkää i Riihimäki el 21 i 22 d'abril respectivament, per a després capturar Hämeenlinna el 26. L'eficient actuació dels principals destacaments alemanys en la guerra civil contrastava notablement amb la de les desmoralitzades tropes russes.
Molts membres de la Diputació Popular de Finlàndia van fugir de Hèlsinki el 8 d'abril, i des de Viipuri a Petrograd el 25 d'abril, deixant únicament Edvard Gylling a Viipuri. La Guerra Civil Finlandesa en va acabar el 14 -15 de maig, quan l'últim escamot de tropes russes es va retirar d'una bateria d'artilleria costanera a l'istme de Karèlia. La Finlàndia Blanca va celebrar la seva victòria a Hèlsinki, el 16 de maig de 1918.

### "Terror roig" i "terror blanc"

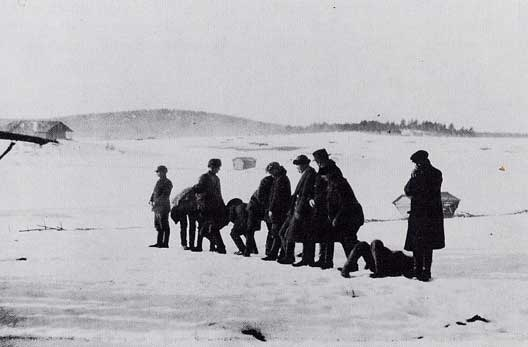
Escamot d'afusellament blanc executant Guàrdies Vermells a Länkipohja.

Durant la guerra, l'Exèrcit Blanc i els Guàrdies Roigs van perpetrar indistintament actes de terror. Les visions més primerenques suggereixen que ambdós bàndols havien convingut certes regles de compromís, però es van produir violacions a aquestes des del principi, notablement quan Guàrdies Roigs van executar 17 soldats al llogarret de Suinula, el 31 de gener, i quan Guàrdies Blancs van executar 90 presoners a Varkaus, el 21 de febrer. Després d'aquests incidents, ambdós costats van desplegar una sèrie d'execucions de revenja a nivell local, una tendència que es va intensificar fins i tot produir-se autèntiques matances i actes de terrorisme.
Estudis més recents indiquen, tanmateix, que el terror era una part calculada de l'estat de guerra general. Els estats majors d'ambdós bàndols van planejar aquestes accions i van donar ordres a baix nivell. Almenys una tercera part del terror roig, i potser la majoria del terror blanc, va ser articulat des de l'alt comandament. Els governs de la Finlàndia Blanca i Roja oficialment s'oposaven als actes de terror, però tals decisions operacionals es feien a nivell militar.
Ambdós exèrcits van desplegar «destacaments volants» de cavalleria, sovint consistents en 10 a 80 genets d'entre 15 i 20 anys, sota l'autoritat absoluta d'un líder adult experimentat. Les esmentades unitats, que s'especialitzaven en accions de sabotatge rere les línies, durant i després de les batalles, han estat descrites com a «esquadrons de la mort».
Els Guàrdies Roigs executaven aquells considerats principals líders de la Finlàndia Blanca, o enemics de classe, incloent terratinents industrials, polítics i grans. Les dues principals localitzacions del terror roig van ser Toijala i Kouvola: allà van ser executats entre 300 i 350 blancs entre febrer i abril de 1918. Els Guàrdies Blancs van executar caps militars i polítics roigs, entre altres militants. En el culminació del terror blanc, entre finals d'abril i principis de maig, 200 roigs eren assassinats al dia. Es va deixar notar particularment entre els soldats russos que lluitaven amb els Guàrdies Rojos.
En total, al voltant de 1400 -1650 blancs van ser executats pel terror roig, i entre 7000 i 10.000 roigs van ser executats durant els actes de terror blancs. La ruptura de les regles de compromís en la Guerra Civil Finlandesa va conformar un patró observat en moltes altres guerres civils.

## Repercussions

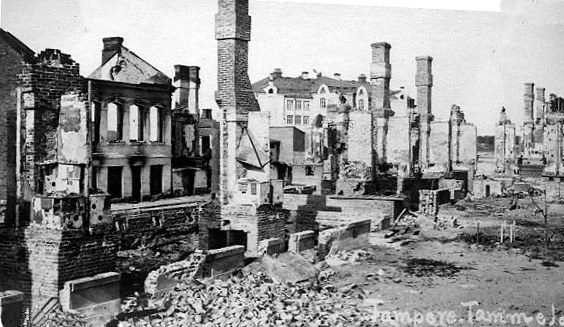
Districte de Tammela, a Tampere, destruït després de la batalla el maig de 1918.

| Morts                                | Morts  | Morts  | Morts  | Morts  |
| Causes de morts                      | Rojos  | Blancs | Altres | Total  |
| ------------------------------------ | ------ | ------ | ------ | ------ |
| Caiguts en combat                    | 5.199  | 3.414  | 790    | 9.403  |
| Executats, afusellats o assassinats  | 7.370  | 1.424  | 926    | 9.720  |
| Morts en camps de presoners          | 11.652 | 4      | 1.790  | 13.446 |
| Morts després de ser alliberats      | 607    | -      | 6      | 613    |
| Desapareguts                         | 1.767  | 46     | 380    | 2.193  |
| Altres causes                        | 443    | 291    | 531    | 1.265  |
| Total                                | 27.038 | 5.179  | 4.423  | 36.640 |
| Font: Arxivament Nacional, Finlàndia |        |        |        |        |

### Un amarg llegat
La guerra civil va ser una catàstrofe per a la nació finlandesa. Al voltant de 37.000 persones van morir, 5900 de les quals tenien entre 14 i 20 anys (un 19% del total). Cal remarcar que només 10.000 d'aquestes baixes es van produir en el camp de batalla: la major part de les morts van ser resultat de les campanyes de terror i les infrahumanes condicions dels camps de presoners. Així mateix, al voltant de 20.000 nens van quedar orfes. Un gran nombre de partidaris de la Finlàndia Roja van fugir a Rússia després del conflicte i els anys de posguerra.
La guerra va crear un llegat de rancúnia, por, odi i desig de revenja, i va extremar les divisions en la societat finlandesa. Els conservadors i liberals es van mostrar totalment incapaços d'arribar a un acord sobre el sistema de govern més adequat per a Finlàndia: els primers reclamaven una monarquia i restriccions en el sistema parlamentari, mentre els segons exigien una república totalment democràtica i reformes socials. J.K. Paasikivi va formar un nou senat conservador, de majoria monárquica. Tots els membres del parlament que havien pres part en la revolta van ser cessats en el seu càrrec, el que deixava un únic socialdemòcrata, a qui més tard es van unir uns altres dos congresistes. Una altra conseqüència important del conflicte va ser la ruptura del moviment obrer finlandès en tres ales: socialdemòcrates moderats, socialistes de l'esquerra finlandesa, i comunistes que actuaven des de la Rússia soviètica amb el suport bolxevic.
En política exterior, la Finlàndia Blanca va girar els seus ulls cap al poder militar alemany a la recerca de suport, i a finals de maig el senat va demanar als germànics que romanguessin al país. Els acords firmats amb Alemanya el 7 de març de 1918 a canvi d'ajuda militar van lligar políticament, econòmicament i militarment a Finlàndia amb l'Imperi Alemany. Els germànics van proposar un pacte militar més extens a l'estiu de 1918, com a part del seu pla per assegurar-se la provisió de matèries primeres des d'Europa Oriental, que alimentés la maquinària industrial alemanya i consolidés el seu control sobre Rússia. El general Mannerheim va firmar aquest nou pacte el 25 de maig, després de certs desacords amb el senat sobre l'hegemonia alemanya resultant sobre Finlàndia, i sobre el seu planejat atac a Petrograd per repel·lir els bolxevics, pla que desaprovaven els alemanys després del tractat de pau firmat amb Lenin a Brest-Litovsk. El 9 d'octubre, sota pressió germànica, el senat monàrquic i el parlament romanent van elegir un príncep alemany, Federic Carles de Hesse-Kassel, cunyat del kaiser Guillem, com a rei de Finlàndia, declarant a Finlàndia com a estat monàrquic. Aquestes mesures van reduir la sobirania finesa, que havia estat aconseguida el 6 de desembre de 1917 sense un sol tret, però ara es veia compromesa per les concessions fetes a Alemanya durant la guerra.
La condició econòmica del país s'havia deteriorat d'una manera tan dràstica que va tardar fins a 1925 a recuperar-se per complet. La crisi més apressant era el subministrament d'aliments, ja deficient el 1917, tot i que les fams s'havien evitat en aquell moment a la Finlàndia meridional. La guerra civil, d'acord amb els governants d'ambdós bàndols, resoldria tots els problemes del passat. Al contrari, va portar amb ella fam també al sud de Finlàndia. A mitjan 1918, el polític finès Rudolf Holsti va demanar ajuda a Herbert Hoover, president de la comissió per a l'ajuda a Bèlgica: Hoover va acordar la tramesa de combois navals d'aliments i va persuadir els Aliats de relaxar el seu bloqueig al mar Bàltic - que evitava el pas de subministraments cap a Finlàndia - per permetre el pas d'aliments.

#### Camps de presoners

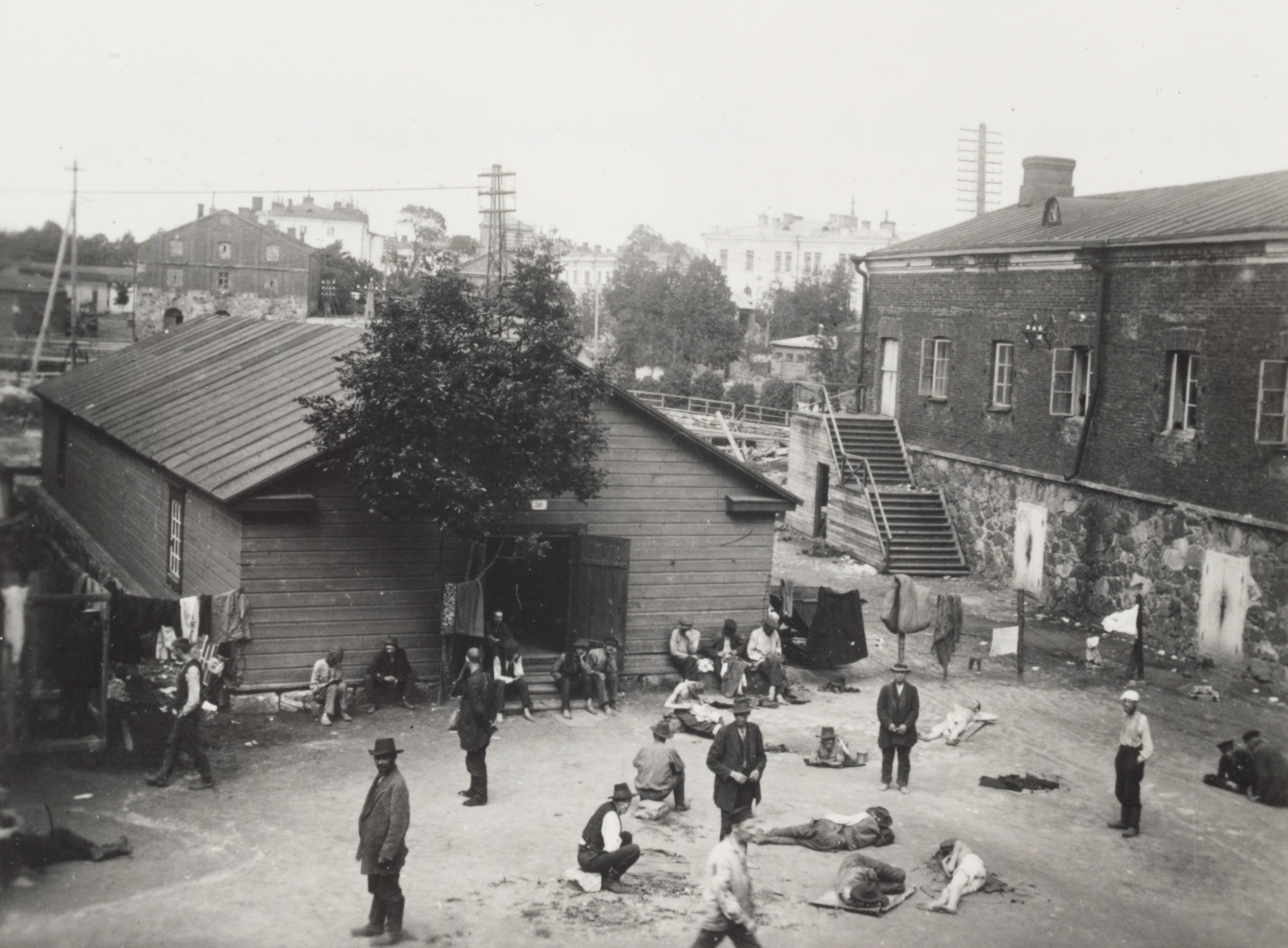
Camp de presoners de guerra de Suomenlinna, Hèlsinki. Més d'11.000 persones van morir en tals camps, presa de la gana, malalties, o executats.

L'Exèrcit Blanc i els seus aliats alemanys van capturar al voltant de 80.000 presoners roigs després de finalitzar la guerra el 5 de maig de 1918. Una vegada que va cessar el terror blanc van ser alliberats entre 4000 i 6000 presoners, principalment dones i nens. Els principals camps de presoners van ser els situats a Suomenlinna, una illa davant Hèlsinki, Hämeenlinna, Lahti, Viipuri, Ekenäs, Riihimäki i Tampere. El senat va prendre la decisió de mantenir-los a presó fins que es jutgés cada cas de manera individual. El 29 de maig es va aprovar la llei que donava a llum un Tribunal de Traïció, després d'una llarga disputa entre l'exèrcit i el senat pel procés adequat a seguir. El començament dels largs i lents judicis l es va retardar fins al 18 de juny de 1918. El tribunal no reunia les característiques d'imparcialitat desitjables, a causa de l'atmosfera mental de Finlàndia després de la guerra. Aproximadament 70.000 roigs van ser condemnats, principalment per «complicitat a la traïció». La major part de les condemnes van ser indulgents, no obstant això, i molts presos van obtenir immediatament la llibertat condicional. Així i tot, 555 persones van ser condemnades a mort, encara que només 113 van ser finalment executades. Els processos van revelar així mateix que alguns «innocents» havien estat empresonats.
L'empresonament massiu, unit a l'escassetat d'aliments, va portar grans taxes de mortalitat en els camps de presoners. La catàstrofe augmentava per una mentalitat de càstig, ira i indiferència per part dels vencedors. Molts presoners es van sentir abandonats fins i tot pels seus propis líders, que havien fugit a Rússia. La condició dels presoners va empitjorar vertiginosament el mes de maig, ja que els subministraments d'aliments havien estat interromputs durant la retirada l'abril dels Guàrdies Roigs, i una gran quantitat de presoners havien estat capturats durant la primera meitat d'abril a Tampere i Hèlsinki. Com a conseqüència, 2900 d'ells van començar a morir de gana, malalties causades per la malnutrició, o grip espanyola, en el mes de juny, 5000 més el juliol, 2200 l'agost i uns altres 1000 el setembre. La taxa de mortaldat era major en el camp d'Ekenäs, on se situava en un 34%, mentre en la resta variava entre un 5% i un 20%. En total, van morir entre 11.000 i 13.500 finlandesos. Els morts eren enterrats en fosses comunes a prop dels camps. La majoria dels presoners van rebre la condicional o van ser indultats a finals d'any, 100 el 1921 (quan els van ser restaurats els drets civils a 40.000 presoners) i el 1927 els últims 50 reus van ser indultats pel govern socialdemòcrata de Väinö Tanner. El 1973, el govern finès va indemnitzar 11.600 antics presoners de guerra.

### Compromís

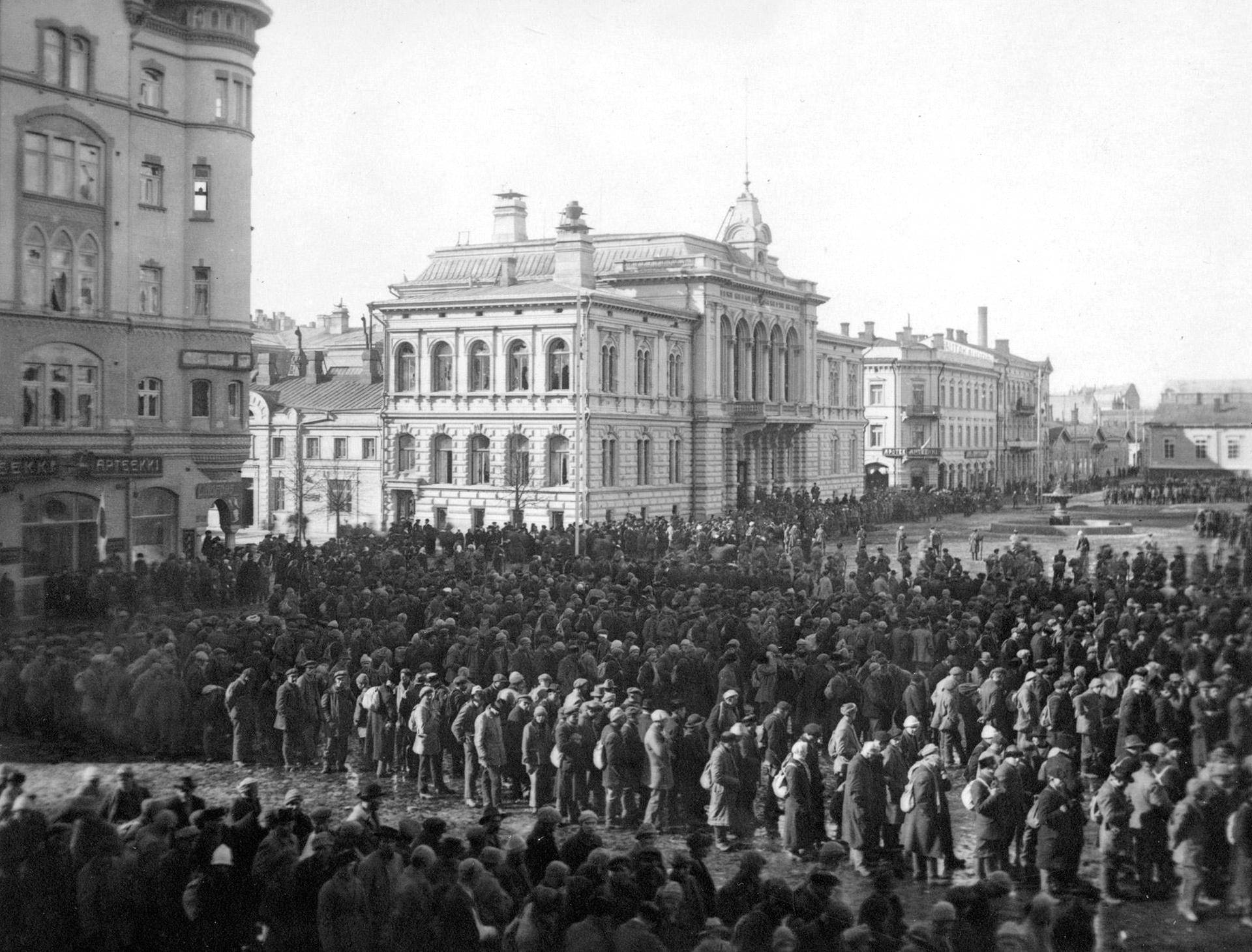
Presoners roigs a la plaça central de Tampere l'abril de 1918, després de la victòria blanca.

De la mateixa manera que el destí dels finlandesos havia estat decidit anteriorment, el 15 de març de 1917, a Petrograd, de nou va ser decidit fora de Finlàndia l'11 de novembre de 1918, aquesta vegada a Berlín: Alemanya capitulava en la Primera Guerra Mundial. Els grans plans de l'Imperi Alemany s'havien esvaït i la revolució s'agitava entre els seus ciutadans a causa de l'escassetat de menjar, el fàstic de la guerra i la derrota al front occidental. Les tropes alemanyes van partir de Hèlsinki el 16 de desembre, i el príncep Federic Carles, que encara no havia estat oficialment coronat, va deixar el seu lloc el 20 de desembre. L'estatus de Finlàndia va canviar des d'un protectorat monàrquic de l'Imperi Alemany a una república democràtica independent, a l'estil de les democràcies occidentals. Les primeres eleccions locals basades en el sufragi universal de la història de Finlàndia van tenir lloc entre el 17 i el 28 de desembre de 1918, i les primeres eleccions generals després de la guerra civil el 3 de març de 1919. Els Estats Units d'Amèrica i el Regne Unit van reconèixer la sobirania finesa el 6 i 7 de maig d'aquell any, respectivament.
Després de la guerra, el 1919, un socialdemòcrata moderat de nom Väinö Voionmaa va escriure: 
| «                | Aquells que encara confien en el futur d'aquesta nació han de tenir una fe excepcionalment forta. Aquest país jove, independent, ho ha perdut gairebé tot per culpa de la guerra... | » |
| — Väinö Voionmaa | |   |

En aquesta mateixa línia, un liberal no socialista, que a la fi es convertiria en el primer president de Finlàndia, Kaarlo Juho Ståhlberg, elegit el 25 de juliol de 1919, escriuria: 
| « | És urgent retornar aquest país al camí del desenvolupament i al nivell de vida que ja gaudíem el 1906, i del que ens ha apartat el vendaval de la guerra. K.J. Ståhlberg | » |

Va ser recolzat en aquesta tasca per Santeri Alkio, líder de la Unió Agrària, i per conservadors finesos moderats, com Lauri Ingman.
Al costat d'altres polítics moderats de dreta i esquerra, la nova coalició va construir un compromís a Finlàndia que finalment la convertiria en una democràcia parlamentària estable i oberta. Aquest compromís es basava tant en la derrota de la Finlàndia Roja en la guerra, com en el fet que la majoria dels objectius polítics de la Finlàndia Blanca no s'havien assolit. Després de la retirada del territori nacional de les tropes estrangeres, els finlandesos van arribar a la conclusió que havien d'assolir una entesa mútua, i que cap dels principals sectors ideològics no havia de ser completament erradicat de la societat. La reconciliació va portar a una reunificació nacional lenta i dolorosa, però ferma. El compromís va demostrar ser sorprenentment fort i durador en aparença. Des de 1919, la democràcia i sobirania de Finlàndia van vèncer els reptes del radicalisme de dreta i esquerra, la crisi durant la Segona Guerra Mundial, i la pressió de la Unió Soviètica durant la Guerra Freda.

## La guerra civil en la literatura
El primer llibre de certa acceptació a Finlàndia que tracta sobre la guerra, Santa misèria (finès: Hurskas kurjuus), va ser escrit pel Premi Nobel de literatura Frans Emil Sillanpää el 1919. Entre 1959 i 1962, Väinö Linna, en la seva trilogia Aquí sota l'estrella del nord (finès: Täällä Pohjantähden alla), descrivia la guerra civil i la Segona Guerra Mundial des del punt de vista de la gent comuna. En poesia, Bertel Gripenberg, que havia estat voluntari en l'exèrcit blanc, enaltia la seva causa a L'Edat Gloriosa (suec: Den stora tiden) el 1928. Viljo Kajava, que havia experimentat els horrors de la batalla de Tampere amb nou anys, va presentar una visió pacifista de la guerra civil en els seus Poemes de Tampere 1918 en els anys 1960. Així mateix, la novel·la èpica de Kjell Westö's: On una vegada vàrem caminar (suec: Där vaig veure en gång gått) tracta sobre la guerra civil finesa, retratant persones i famílies d'ambdós bàndols abans, durant, i després de la guerra.